# European Championships 2022
Die 2. European Championships wurden vom 11. bis zum 21. August 2022 in München ausgetragen.
Auf dem Programm standen Europameisterschaften in den Sportarten Leichtathletik, Radsport (Straße, Bahn, Mountainbike Cross-Country und BMX-Freestyle), Kunstturnen, Rudern, Triathlon, Kanurennsport, Beachvolleyball, Tischtennis und Sportklettern. 4.700 Athletinnen und Athleten kämpften in insgesamt 176 Wettkämpfen um EM-Medaillen. Im Unterschied zur ersten Austragung 2018 wurden jedoch keine Wettbewerbe im Golf und Schwimmen ausgetragen. Die Schwimmeuropameisterschaften fanden zeitlich parallel in Rom statt, blieben jedoch unabhängig von der Veranstaltung in München. Die European Championships begannen zudem drei Tage nach Ende der Commonwealth Games 2022.
Es war die größte Veranstaltung im Münchner Olympiapark seit den Olympischen Spielen 1972. Die Kosten waren auf 130 Millionen Euro veranschlagt. Davon wurden 100 Millionen Euro durch die Stadt München, den Freistaat Bayern und den Bund finanziert.
Die Eröffnungsfeier fand am 10. August 2022 mit einem Kultur- und Musikprogramm vor 55.000 Besuchern im Olympiapark statt. Über 500.000 Zuschauer besuchten allein in den ersten vier Tagen die Wettbewerbe. Insgesamt kamen mehr als 1,47 Millionen Besucher zu den Wettbewerben und es wurden 400.000 Tickets verkauft. Die Wettbewerbe im Beachvolleyball und Klettern in den Arenen am Königsplatz, die Bahnrad-Wettbewerbe an der Messe München und die Turn-Wettbewerbe in der Olympiahalle waren ausverkauft. Bei einem Teil der Wettbewerbe war der Eintritt kostenfrei, darunter die Straßenrennen und die BMX-, Triathlon- und Mountainbike-Wettbewerbe am Olympiaberg.
Vielfach gelobt wurde das Nachhaltigkeitskonzept der European Championships 2022, für die die vorhandenen Sportstätten der Olympischen Sommerspiele 1972 in München genutzt wurden und keine Sportstätte neu errichtet werden musste.

## Ausgetragene Europameisterschaften
Die europäischen Sportverbände für Leichtathletik, Radsport, Beachvolleyball, Kanurennsport, Sportklettern, Rudern, Tischtennis, Triathlon und Turnen koordinierten im Rahmen der zweiten Ausgabe der European Championships ihre jeweiligen Kontinentalmeisterschaften:
- Leichtathletik-Europameisterschaften 2022
- Bahnrad-, Straßenrad-, BMX-Freestyle- und Mountainbike-Europameisterschaften 2022
- Beachvolleyball-Europameisterschaft 2022
- Kanurennsport-Europameisterschaften 2022
- Klettereuropameisterschaft 2022
- Ruder-Europameisterschaften 2022
- Tischtennis-Europameisterschaft 2022
- Triathlon-Europameisterschaften 2022
- Turn-Europameisterschaften 2022

Übersicht über die ausgetragenen Europameisterschaften:
| Stadt   | Sportart                                                                                   | Wettbewerbe | Sportler | Veranstaltungsorte                                                                          |
| ------- | ------------------------------------------------------------------------------------------ | ----------- | --- | ------------------------------------------------------------------------------------------- |
| München | - Beachvolleyball                                                                          | 2           | 128 | - Königsplatz                                                                               |
| München | - Kanurennsport                                                                            | 42          | 487 | - Regattastrecke Oberschleißheim                                                            |
| München | - Sportklettern                                                                            | 8           | 190 | - Königsplatz                                                                               |
| München | - Leichtathletik                                                                           | 50          | 1485 | - Olympiastadion - Innenstadt                                                               |
| München | - Radsport - Straßenradsport - Bahnradsport - Cross Country (Mountainbike) - BMX-Freestyle | 30          | - Straßenradsport 261 - Bahnradsport 223 - Cross Country (Mountainbike) 108 - BMX-Freestyle 44 → insgesamt 636 | - Messe München - Olympiapark - Fürstenfeldbruck - Landsberg am Lech - Murnau a. Staffelsee |
| München | - Rudern                                                                                   | 22          | 510 | - Regattastrecke Oberschleißheim                                                            |
| München | - Tischtennis                                                                              | 5           | 224 | - Rudi-Sedlmayer-Halle                                                                      |
| München | - Triathlon                                                                                | 3           | 146 | - Olympiapark                                                                               |
| München | - Turnen - Gerätturnen                                                                     | 12          | 295 | - Olympiahalle                                                                              |

## Wettkampfstätten

### Olympiapark
- Olympiastadion für Leichtathletik
- Olympiahalle für Kunstturnen
- Olympiasee und Umgebung für Triathlon
- Olympiaberg für Mountainbike Cross-Country und BMX-Freestyle

| Olympiastadion | Olympiahalle | Olympiasee | Olympiaberg                              |
| -------------- | ------------ | ---------- | ---------------------------------------- |
| Olympiastadion | Olympiahalle | Olympiasee | Olympiaberg                              |
| Leichtathletik | Kunstturnen  | Triathlon  | Mountainbike Cross-Country BMX-Freestyle |

### Weitere Standorte
- Messe München für Bahnradsport
- Straßen von München und südlich der Stadt für Straßenradrennen der Männer und Frauen (Zielort Odeonsplatz)
- Fürstenfeldbruck für Einzelzeitfahren der Männer und Frauen
- Regattastrecke Oberschleißheim für Kanu-Rennsport und Rudern
- Rudi-Sedlmayer-Halle für Tischtennis
- Königsplatz für Beachvolleyball und Sportklettern
- Münchner Innenstadt für die Leichtathletik-Disziplinen Gehen und Marathonlauf (Start- und Zielort Odeonsplatz)

| Messe München | Regattastrecke Oberschleißheim | Rudi-Sedlmayer-Halle | Königsplatz                   | Odeonsplatz                    | Fürstenfeldbruck                   |
| ------------- | ------------------------------ | -------------------- | ----------------------------- | ------------------------------ | ---------------------------------- |
| Messe München | Regattastrecke Oberschleißheim | Rudi-Sedlmayer-Halle | Königsplatz                   | Odeonsplatz                    | Kloster Fürstenfeld                |
| Bahnradsport  | Kanu Rudern                    | Tischtennis          | Beachvolleyball Sportklettern | Straßenradsport Marathon Gehen | Straßenradsport (Einzelzeitfahren) |

## Teilnehmende Nationen und Teams
Es hatten 50 Nationen und zwei Teams insgesamt 4.024 Sportler für die European Championships 2022 gemeldet (Stand: 13. August 2022).
Bei den vorherigen European Championships 2018 waren insgesamt 3.791 Athletinnen und Athleten aus 52 Nationen und zwei Teams gemeldet. 2022 wurden Belarus und Russland aufgrund des russischen Überfalls auf die Ukraine ausgeschlossen.
- Albanien (5)
- Andorra (1)
- Armenien (16)
- Aserbaidschan (12)
- Athlete Refugee Team (2)
- Belgien (128)
- Bosnien und Herzegowina (8)
- Bulgarien (30)
- Dänemark (106)
- Deutschland (328)
- England (5)
- Estland (38)
- Finnland (104)
- Frankreich (239)
- Georgien (15)
- Gibraltar (2)
- Griechenland (72)
- Grönland (1)
- Großbritannien (248)
- Irland (81)
- Island (17)
- Israel (72)
- Italien (291)
- Kosovo (6)
- Kroatien (39)
- Lettland (52)
- Litauen (71)
- Luxemburg (17)
- Malta (4)
- Moldau (12)
- Monaco (2)
- Montenegro (6)
- Niederlande (180)
- Nordmazedonien (10)
- Norwegen (119)
- Österreich (109)
- Polen (203)
- Portugal (106)
- Rumänien (88)
- San Marino (4)
- Schweden (106)
- Schweiz (153)
- Serbien (51)
- Slowakei (76)
- Slowenien (76)
- Spanien (235)
- Tschechien (162)
- Türkei (72)
- Ukraine (157)
- Ungarn (142)
- World Triathlon (1)
- Zypern (16)

## Zeitplan
| August 2022     | August 2022     | 11. Do. | 12. Fr. | 13. Sa. | 14. So. | 15. Mo. | 16. Di. | 17. Mi. | 18. Do. | 19. Fr. | 20. Sa. | 21. So. | Entscheidungen | Entscheidungen |
| --------------- | --------------- | ------- | ------- | ------- | ------- | ------- | ------- | ------- | ------- | ------- | ------- | ------- | -------------- | -------------- |
| Beachvolleyball | Beachvolleyball |         |         |         |         | ●       | ●       | ●       | ●       | ●       | 1       | 1       | 2              | 2              |
| Kanu-Rennsport  | Kanu-Rennsport  |         |         |         |         |         |         |         | ●       | 11      | 12      | 18      | 41             | 41             |
| Klettern        | Klettern        | ●       | ●       | 2       | 2       | 2       |         | 1       | 1       |         |         |         | 8              | 8              |
| Leichtathletik  | Leichtathletik  |         |         |         |         | 7       | 8       | 6       | 6       | 8       | 8       | 7       | 50             | 50             |
| Radsport        | Bahn            | ●       | 6       | 5       | 3       | 4       | 4       |         |         |         |         |         | 22             | 30             |
| Radsport        | BMX-Freestyle   | ●       | 1       | 1       |         |         |         |         |         |         |         |         | 2              | 30             |
| Radsport        | Mountainbike    |         |         |         |         |         |         |         |         | 1       | 1       |         | 2              | 30             |
| Radsport        | Straße          |         |         |         | 1       |         |         | 2       |         |         |         | 1       | 4              | 30             |
| Rudern          | Rudern          | ●       | ●       | 11      | 12      |         |         |         |         |         |         |         | 23             | 23             |
| Tischtennis     | Tischtennis     |         |         | ●       | ●       | 1       | ●       | ●       | 2       | ●       | ●       | 2       | 5              | 5              |
| Triathlon       | Triathlon       |         | 1       | 1       | 1       |         |         |         |         |         |         |         | 3              | 3              |
| Turnen          | Turnen          | 1       |         | 1       | 4       |         |         |         | 1       |         | 1       | 6       | 14             | 14             |
| Entscheidungen  | Entscheidungen  | 1       | 8       | 21      | 23      | 14      | 12      | 9       | 10      | 20      | 23      | 35      | 176            | 176            |

Legende:
| ● | Vorentscheidungen | X | Anzahl Entscheidungen |

## Medaillenspiegel
Medaillenspiegel der European Championships 2022 (Endstand nach 176 Entscheidungen):
| Platz | Land           | Gold | Silber | Bronze | Gesamt |
| ----- | -------------- | ---- | ------ | ------ | ------ |
| 1     | Deutschland    | 26   | 20     | 14     | 60     |
| 2     | Großbritannien | 24   | 19     | 17     | 60     |
| 3     | Italien        | 14   | 18     | 19     | 51     |
| 4     | Frankreich     | 11   | 17     | 22     | 50     |
| 5     | Ungarn         | 11   | 7      | 5      | 23     |
| 6     | Spanien        | 9    | 11     | 12     | 32     |
| 7     | Niederlande    | 9    | 7      | 12     | 28     |
| 8     | Polen          | 8    | 16     | 15     | 39     |
| 9     | Rumänien       | 8    | 2      | 5      | 15     |
| 10    | Griechenland   | 6    | 4      | 0      | 10     |
| 11    | Ukraine        | 5    | 8      | 9      | 22     |
| 12    | Norwegen       | 5    | 1      | 3      | 9      |
| 13    | Österreich     | 4    | 2      | 2      | 8      |
| 13    | Portugal       | 4    | 2      | 2      | 8      |
| 15    | Schweiz        | 3    | 5      | 6      | 14     |
| 16    | Slowenien      | 3    | 5      | 2      | 10     |
| 17    | Tschechien     | 3    | 4      | 3      | 10     |
| 18    | Belgien        | 3    | 3      | 4      | 10     |
| 19    | Schweden       | 3    | 2      | 4      | 9      |
| 20    | Kroatien       | 3    | 1      | 3      | 7      |
| 21    | Litauen        | 2    | 2      | 3      | 7      |
| 22    | Israel         | 2    | 1      | 3      | 6      |
| 23    | Finnland       | 2    | 1      | 1      | 4      |
| 24    | Türkei         | 1    | 4      | 3      | 8      |
| 25    | Dänemark       | 1    | 3      | 3      | 7      |
| 26    | Irland         | 1    | 2      | 1      | 4      |
| 26    | Serbien        | 1    | 2      | 1      | 4      |
| 28    | Armenien       | 1    | 1      | 0      | 2      |
| 28    | Lettland       | 1    | 1      | 0      | 2      |
| 30    | Albanien       | 1    | 0      | 0      | 1      |
| 30    | Zypern         | 1    | 0      | 0      | 1      |
| 32    | Slowakei       | 0    | 1      | 1      | 2      |
| 33    | Moldau         | 0    | 1      | 0      | 1      |
| 33    | Montenegro     | 0    | 1      | 0      | 1      |
| 35    | Bulgarien      | 0    | 0      | 1      | 1      |
| 35    | Estland        | 0    | 0      | 1      | 1      |
| 35    | Luxemburg      | 0    | 0      | 1      | 1      |
| Total | Total          | 176  | 174    | 178    | 528    |

Anmerkungen zu den vergebenen Medaillen:
- In zwei Ruder-Wettbewerben (Leichtgewichts-Doppelvierer Männer und Frauen) wurde keine Silber- und Bronzemedaille vergeben, da nur zwei Boote antraten. In einem weiteren Wettbewerb (Leichtgewichts-Zweier ohne Steuermann Männer) wurde keine Bronzemedaille vergeben, da nur drei Boote antraten.
- Im Tischtennis wurden in allen fünf Wettbewerben jeweils zwei Bronzemedaillen vergeben.

## TV-Übertragung
ARD und ZDF übertrugen im Konferenzformat täglich im Wechsel alle Wettbewerbe live. Im Internet konnten auf der Website der Sportschau zusätzlich zur Fernsehübertragung alle stattfindenden Wettkämpfe im Einzel-Livestream angesehen werden.
Beide Sender berichteten mit folgendem Aufgebot live aus München:
ARD:
- Kommentatoren: Ralf Scholt und Wilfried Hark (Leichtathletik), Florian Naß (Radsport Bahn & Straße, Mountainbike), Claus Lufen (Beachvolleyball), Philipp Sohmer (Turnen), Christian Adolph (Tischtennis), Jörg Klawitter (Rudern und Kanu), Dirk Froberg (Triathlon), Jan Wiecken (BMX), Tobias Barnerssoi (Klettern), Tim Tonder (Leichtathletik im Livestream)
- Moderatoren: Esther Sedlaczek (Studio), Claus Lufen (Olympiastadion)
- Experten: Frank Busemann (Leichtathletik), Julius Brink (Beachvolleyball), Fabian Hambüchen (Turnen), Hannes Ocik (Rudern und Kanu)

ZDF:
- Kommentatoren: Peter Leissl, Marc Windgassen und Fabian Meseberg (Leichtathletik), Alexander Ruda (Turnen), Norbert Galeske (Rudern und Kanu), Martin Schneider (Beachvolleyball), Michael Kreutz (Tischtennis), Julius Hilfenhaus (Klettern), Michael Krämer (Bahnrad), Michael Pfeffer (Radsport Straße, BMX, Mountainbike)
- Moderatoren: Katrin Müller-Hohenstein (Studio), Norbert König (Olympiastadion), Katja Streso (Turnen), Yorck Polus (Rudern und Kanu), Florian Zschiedrich (Rad)
- Experten: Kristina Vogel (Bahnrad), Ronald Rauhe (Kanu), Jonas Reckermann (Beachvolleyball), Ronny Ziesmer (Turnen), Ludwig Korb (Klettern), Daniel Unger (Triathlon)

Einschaltquoten
| Tag            | Sender | Mio. Zuschauer | Mio. Zuschauer | Marktanteil | Marktanteil   | Quelle |
| Tag            | Sender | Gesamt         | 14 – 49 Jahre  | Gesamt      | 14 – 49 Jahre | Quelle |
| -------------- | ------ | -------------- | -------------- | ----------- | ------------- | ------ |
| Di, 16. August | ARD    | 04,15          | 0,81           | 18,1 %      | 16,5 %        | [ 13 ] |
| Mi, 17. August | ZDF    | 03,90          | 0,84           | 17,8 %      | 17,6 %        | [ 14 ] |
| Do, 18. August | ARD    | 04,80          | 1,02           | 20,1 %      | 18,5 %        | [ 15 ] |
| Fr, 19. August | ZDF    | 04,13          | 0,92           | 18,3 %      | 18,2 %        | [ 16 ] |
| Sa, 20. August | ARD    | 04,51          | 0,88           | 20,8 %      | 21,4 %        | [ 17 ] |
| So, 21. August | ZDF    | 05,12          | 1,20           | 21,0 %      | 22,1 %        | [ 18 ] |

Angegeben sind die Einschaltquoten der Abendsessions ab ca. 19:15 Uhr (ZDF) bzw. 20:15 Uhr (ARD).

## Kontroversen
Im Unterschied zu den ersten European Championships 2018 wurden 2022 keine Wettbewerbe im Schwimmen und Golf ausgetragen.
Die Schwimmwettbewerbe sollten in der komplett renovierten Olympia-Schwimmhalle in München stattfinden. Im Dezember 2019 gab die Ligue Européenne de Natation (LEN) bekannt, dass die Schwimmsportstätten in München nicht den Anforderungen der LEN entsprächen, sodass der Austragungsort gewechselt werden müsse. Die Schwimmeuropameisterschaften 2022 fanden zeitlich parallel in Rom statt, blieben jedoch unabhängig von der Veranstaltung in München.
Im Februar 2020 wurde zunächst bekannt gegeben, dass die Golf-Wettbewerbe 2022 im Golfclub Valley in München ausgerichtet werden sollen. 120 Golferinnen und Golfer wurden erwartet. Im April 2020 wurde bekannt gegeben, dass sich die PGA European Tour and Ladies European Tour „aus terminlichen Gründen“ von den European Championships 2022 zurückzieht.
Im Juni 2022 gab die European Athletic Association (EAA) bekannt, dass die Leichtathletik-Europameisterschaften 2026 als eigenständige Veranstaltung unabhängig von den European Championships ausgetragen werden sollen. Damit bliebe, nach der Abkehr der beiden großen Sportarten Schwimmen und Leichtathletik, die Zukunft der European Championships offen.
Für die Bahnrad-Wettbewerbe wurde die Münchner Messehalle C1 genutzt. Dass aufgrund des Platzmangels lediglich eine 200-Meter- statt wie üblich eine 250-Meter-Bahn installiert wurde, sorgte für Kritik.